# Hedysarum cumuschtanicum
Hedysarum cumuschtanicum är en ärtväxtart som beskrevs av Sultanova. Hedysarum cumuschtanicum ingår i släktet buskväpplingar, och familjen ärtväxter. Inga underarter finns listade i Catalogue of Life.